# ソニーライフ・ウィズ生命保険
ソニーライフ・ウィズ生命保険株式会社（ソニーライフ・ウィズせいめいほけん、英名：Sony Life With Insurance Co.,Ltd）は、東京都渋谷区に本社を置く日本の生命保険会社。以前の社名はソニーライフ・エイゴン生命保険株式会社。2021年4月1日、ソニー生命に吸収合併された。

## 概説
ソニー生命保険とオランダ・エイゴンとの合弁によりソニーライフ・エイゴンプランニング株式会社として2007年に設立され、2009年8月、生命保険業の免許を取得しソニーライフ・エイゴン生命保険株式会社（英名：AEGON Sony Life Insurance Co.,Ltd）に改称、同年12月1日に営業開始した。ソニー生命、ソニー損保、ソニー銀行とともにソニーフィナンシャルホールディングスの傘下であった。
エイゴングループは、南北アメリカ、ヨーロッパ、アジアの20か国以上で事業を展開し、時価総額および総資産の面で世界を代表する保険会社の一つである。本社はオランダ・ハーグ。
販売チャネルは、ライフプランナーと呼ばれる保険外交員によるコンサルティング営業を強みとするソニー生命と銀行などの金融機関代理店。
2019年5月、ソニー生命がエイゴンの保有する当社の発行済株式を取得することにソニー生命とエイゴンが基本合意した。これによりソニー生命の出資比率が100％となり、ソニーライフ・エイゴン生命は2019年1月29日、ソニー生命の完全子会社となった。。
2020年4月1日、社名をソニーライフ・ウィズ生命保険に変更。
2021年4月1日、ソニー生命と合併。これからはソニー生命として、ソニーライフ・ウィズ生命の保険契約をお客さまとの「遠い約束」として、大切にお守りしていくとのこと。

## 年表
- 2007年（平成19年） 8月 - 「ソニーライフ・エイゴン・プランニング株式会社」設立。
- 2009年（平成21年） 8月 - 生命保険業の免許を取得し、「ソニーライフ・エイゴン生命保険株式会社」に商号変更。[3]
- 2009年（平成21年）12月 - 営業開始。ソニー生命保険を通じて販売開始。[4]
- 2010年（平成22年） 9月 - 東京都港区赤坂から東京都渋谷区神宮前へ本社を移転。[5]
- 2014年（平成26年）10月 - 「出島ビジネス賞2014」受賞。
- 2016年（平成28年） 2月 - 「渋谷区きれいなまちづくり協力者」受賞。
- 2020年（令和2年） 4月 - 社名をソニーライフ・ウィズ生命保険に変更[2]。
- 2021年（令和3年） 4月 - ソニー生命と合併。

## 歴代社長
- 荒川 繁（ソニー生命保険 執行役員常務）
- 土屋 友人（ソニー生命保険 執行役員常務）
- 西野 彰（ソニー生命保険 特別理事）
- 加藤 広亮
- 西野 彰（再任）

## 歴代会長
- バートヤープ・ブロンズ（元エイゴン・アジア 副会長）
- フランス・エフ・エフ・ドゥ・ボウフォー（元エイゴン・アセットマネジメント 取締役）
- トム・グロンディン

## 関連企業
- ソニー株式会社
- ソニーフィナンシャルホールディングス株式会社
- ソニー生命保険株式会社
- ソニー損害保険株式会社
- ソニー銀行株式会社
- エイゴン

## 主力商品
- 変額個人年金保険
- 終身保険